# Terase (zemeljska dela)
V kmetijstvu je terasa kos nagnjene ravnine, ki je zaradi učinkovitejšega kmetovanja razrezana v niz zaporedno odmikajočih se ravnih površin ali ploščadi, ki spominjajo na stopnice. Tak način ozelenitve se zato imenuje terasiranje. Stopničaste terase se običajno uporabljajo za kmetovanje na hribovitem ali v goratem terenu. Terasasta polja zmanjšujejo tako erozijo kot površinski odtok in se lahko uporabljajo za podporo gojenju pridelkov, ki potrebujejo namakanje, kot je riž. Riževe terase v filipinskih Kordiljerah so bile zaradi pomena te tehnike uvrščene na Unescov seznam svetovne dediščine.

## Naravne terase
Terase lahko nastanejo naravno, ko so nižja območja položnega terena podvržena večji eroziji kot višja območja; ta tvori nasip, nad njim pa ostane terasa. Ločimo lahko dve obliki, »rečno teraso« v pravem pomenu besede z direktno fluvialno erozijo na dnu doline in »dolinsko ramo« z naknadno splošno erozijo na pobočjih. Prehodi so delno tekoči (rame pobočij kot fosilne rečne terase) in jih določa predvsem fizika (trdota in plastovitost) kamnine. Poleg tega obstajajo številne posebne in lokalne tvorbe, kot so tiste, ki jih povzročajo množični premiki (tako na zgornji meji ponikanja in sedimentacije kot tudi v iztoku), ledeniška erozija (odlaganje morenskih teras), odlaganje lave in številne druge geofizikalne procese.
Tako ustvarjene terase so že v prazgodovini in zgodnji zgodovini ponujale možnost za vzpostavitev relativno protipoplavnih naselij ob rekah ali v ozkih dolinah.

## Umetne terase
Terase so umetno ustvarjene za ustvarjanje površin z nižjim naklonom na pobočjih, na primer za terasasto obdelavo (terasna kultura) ali za vodenje prometnih poti vodoravno ali po položnih klančinah, po potrebi tudi v serpentinah. V prejšnjih časih so nastale terase tudi za utrdbe, kjer je bila pomembna predvsem strma terasna stopnja.

## Raba
Terasasta riževa polja se pogosto uporabljajo pri pridelavi riža, pšenice in ječmena v vzhodni, južni, jugozahodni in jugovzhodni Aziji, pa tudi v sredozemskem bazenu, Afriki in Južni Ameriki. Terasno kmetovanje v bolj suhem podnebju je običajno v celotnem Sredozemskem bazenu, kjer se uporabljajo za vinograde, oljčnike, nasade hrasta plutovca in druge pridelke.

## Antična zgodovina
Terasiranje se uporablja predvsem na nagnjenih terenih. Babilonski viseči vrtovi so bili morda zgrajeni na umetni gori s stopničastimi terasami, kot so tiste na ziguratu. V obmorski vili papirusov v Herkulaneju so bili vrtovi zasnovani v terasah, ki dajejo prijeten in raznolik pogled na Neapeljski zaliv.
Intenzivno terasno kmetovanje naj bi se v Zahodni Afriki izvajalo pred zgodnjim 15. stoletjem našega štetja. Terase so uporabljale številne skupine, zlasti Mafa, Ngas, Gvoza in Dogoni.

## Nedavna zgodovina
Dolgo je veljalo, da strme gorske pokrajine niso ugodne ali celo ne dovoljujejo kmetijske mehanizacije. V 1970-ih so v evropskih Alpah pašne kmetije začele mehanizirati upravljanje alpskih pašnikov in spravilo krmnih trav z uporabo enoosnih dvokolesnih traktorjev (2WT) in 4-kolesnih traktorjev z zgibnim krmiljenjem z zelo nizkim težiščem. Njihove zasnove različnih evropskih proizvajalcev so bile sprva precej preproste, a učinkovite, saj so omogočale prečkanje pobočij, ki se približujejo 20 %. V letu 2000 z novimi oblikami koles in pnevmatik, gosenic itd. ter vgradnjo elektronike za boljši in varnejši nadzor so lahko ti stroji delovali na strminah, večjih od 20 %, z različnimi napravami, kot so žetveni stroji, grablje, balirke in transportne prikolice.
V azijskih subtropskih državah se je podoben proces začel z uvedbo manjših, manj tehnoloških in veliko nižjih 2WT-jev v območju 4-9 konjskih moči, ki jih je mogoče varno uporabljati na majhnih, ozkih terasah in so dovolj lahki za dvigovanje in spuščanje z ene terase na drugo. Kar se razlikuje od uporabe v Alpah, je to, da se ti 2WT uporabljajo za obdelavo tal in nasaditev posevkov koruze, pšenice in krompirja ter s svojimi majhnimi 60-70 cm širokimi kultivatorji in posebnimi kolesi obdelujejo terase za presajanje in obdelovanje riža. Kmetje motorje uporabljajo tudi kot stacionarne vire energije za napajanje vodnih črpalk in mlatilnic. Še pred kratkim so kmetje eksperimentirali z uporabo majhnih priključkov za žetev. V Nepalu so nizki stroški teh večinoma kitajskih strojev in povečana produktivnost, ki jo proizvajajo, pomenili, da se ti obsegu primerni stroji širijo po nepalskem Himalajskem gorovju in verjetno v druge države Himalaje in Hindukuša.

## Južna Amerika
V južnoameriških Andih so kmetje že več kot tisoč let uporabljali terase, znane kot andenes, za gojenje krompirja, koruze in drugih domačih pridelkov. Terasasto kmetijstvo so razvili kultura Wari in druga ljudstva južnih in osrednjih Andih pred letom 1000 našega štetja, stoletja preden so jih začeli uporabljati Inki, ki so jih sprejeli. Terase so bile zgrajene za najučinkovitejšo uporabo plitve zemlje in za omogočanje namakanja pridelkov z omogočanjem odtoka skozi iztok.
Inkovsko ljudstvo je gradilo na tem in razvilo sistem kanalov, akvaduktov in puquios za usmerjanje vode skozi suho zemljo ter povečanje ravni rodnosti in rasti. Te terasaste kmetije najdemo povsod, kjer so v Andih obstajale gorske vasi. Zagotovili so hrano, potrebno za podporo prebivalstvu velikih inkovskih mest in verskih središč, kot je Machu Picchu.

## Kanarski otoki
Terasasta polja so pogosta na otokih s strmimi pobočji. Kanarski otoki predstavljajo kompleksen sistem teras, ki pokrivajo pokrajino od obalnih namakanih nasadov do suhih polj v visokogorju. Te terase, ki se imenujejo cadenas (verige), so zgrajene s kamnitimi zidovi spretno oblikovanih, ki vključujejo pritrjene stopnice in kanale.

## Japonska
Na Japonskem nekaj od 100 izbranih terasastih riževih polj (v japonščini: 日本の棚田百選一覧), od Iwate na severu do Kagošime na jugu, počasi izginja, vendar prostovoljci kmetom pomagajo ohraniti njihove tradicionalne metode tudi za namene ogledov.

## V Evropi
Terase z nizkimi stenami obstajajo v več evropskih državah. V Franciji jih najdemo v številnih gorskih območjih, zlasti v gorovju Seveni (bancèls) in v gorovju Ardèche (nasadi kostanja v terasah), v Provansi, kjer pokrajino oblikujejo terase. Terase na preprostih nasipih so pogoste v različnih masivih, na primer v Comtois Vosges (Saônoises Vosges v Haute-Saône in sub-Vosges dežela v Territoire de Belfort), kjer jih imenujejo planches. Najdemo jih tudi v regijah z nižjo nadmorsko višino, na primer na pobočjih s pogledom na Layon, kjer gojijo trto.
V Evropi so v okviru ekološke upravičenosti nove skupne kmetijske politike (SKP) »jarki« z neumetnimi brežinami, ki so na ozemlju kmetije, pa tudi nekateri drugi pol - naravni krajinski elementi agroekološkega in ekološkega pomena (npr.: trajni travniki, travnati pasovi, robovi, robovi ribnikov, bokaže, združena drevesa itd.) so primerni za sistem »topografsko enakovrednih površin«.

## Terasiranje v Sloveniji
Slovenija, ki je pokrajinsko zelo raznolika, je prepredena s kmetijskimi terasami. Pojavljajo se v vseh tipih slovenskih pokrajin, vendar se razlikujejo po pogostnosti, obliki, namenu in sodobni funkciji. Razlikujemo poljedelske, vinogradniške in sadjarske terase. Terasirane vinograde zaradi uveljavitve mehanizirane pridelave najdemo po vsej državi. Poznajo jih vse vinorodne dežele v Sloveniji.
V Slovenski Istri so terase urejali že v antiki. V zadnjih desetletjih tako po obsegu kot po aktivnosti močno prevladujejo vinogradniške terase. Terase, ki so podprte s kamnitimi zidovi, so značilne za kulturno krajino tega prostora. So nazoren dokaz, da so protierozijske ukrepe uvajali že pred stoletji, mestoma tudi tisočletji. Na Primorskem so prve sodobne terase naredili v 1950-ih v Vipavski dolini, Goriških brdih in na Črnem kalu.

## Terase in biotska raznovrstnost
Na pobočjih, ki jih pogosto obiskujejo velike rastlinojede živali, se postopoma naravno pojavi "stopničasti profil", ki je manj občutljiv na erozijo zaradi odtoka in bolj ugoden za sestavo tal, bogatih z ogljikom, vendar je človek edina vrsta, ki se je naučila tvorijo terase obdelanih mokrišč (z riževimi polji, kjer padavine dovoljujejo).
Študija je proučevala sestavo in vrstno pestrost rastlinskega pokrova polj več skupin teras, opuščenih pred 30 do 40 leti (na otoku Lanzarote, enem od Kanarskih otokov, kjer je več kot 90 % terasastih polj v Lanzarotu v zadnjih 40 letih opuščeni ), primerjali jih s kontrolnimi ploskvami (pobočja z naravnimi tlemi na substratu in s primerljivo izpostavljenostjo). Število in pestrost vrst je bilo bistveno večje v starih terasah. Gostota rastlinskega pokrova in vrstna pestrost sta bili bistveno večji na terasastih ploskvah kot na kontrolnih ploskvah. Od vseh identificiranih vrst (v tem primeru 41) jih pet ni bilo (ali še ni) prisotnih na opuščenih terasah, medtem ko jih šestnajst ni bilo prisotnih na kontrolnih ploskvah. Majhno število okoljskih spremenljivk (povprečna temperatura, letna količina padavin in raven peska v tleh) se je izkazalo za napovedno za porazdelitev rastlinskih vrst in pojasnjuje rahel gradient preferenc med opuščenimi polji in kontrolnimi parcelami4.
Avtorji ugotavljajo, da je »vzdrževanje teh teras temeljnega pomena za obnovo opuščenih polj«.

## Galerija
- Obdelovalne terase, Wachau
- Obdelovalne terase, Walkerburn
- Terasasta polja v Sa Pa, Vietnam.
- Terasasta polja vasi Tetang, okrožje Mustang
- Terasasta polja v regiji Zgornji Mustang v Nepalu
- Terasasto polje v dolini Kabal Swat v Pakistanu.
- Terasasta kmetijska zemljišča v Peruju, ki so jih prevzeli Inki.
- Terasasta senožeta v zgornjem porečju reke Misisipi v 1930-ih.
- Riževa terasa na Baliju
- Riževa terasa Jatiluwih na Baliju v Indoneziji.
- Riževe terase Batad v mestu Ifugao na Filipinih.
- Riževe terase Banaue v mestu Ifugao na Filipinih.
- Gojenje riža, Spodnja Himalaja, Nepal.
- Terasasti vinogradi na pobočju Layona v mestu Bellevigne-en-Layon v Maine-et-Loire (Francija)
- Terasa riževih polj v provinci Junan na Kitajskem